# Gareth McAuley
Gareth Gerald McAuley (* 5. Dezember 1979 in Larne) ist ein nordirischer ehemaliger Fußballspieler, der auf der Position des Innenverteidigers spielte und zuletzt beim schottischen Erstligisten Glasgow Rangers unter Vertrag stand. Von 2005 bis 2018 bestritt er 80 A-Länderspiele für Nordirland.

## Karriere

### Im Verein
McAuley spielte zunächst bei kleineren Vereinen in Nordirland und gewann mit dem Coleraine FC den nordirischen Pokal 2003. Nach dem verlorenen Pokalfinale 2004 wagte er dann mit 24 Jahren den Sprung nach England zum Viertligisten Lincoln City , der £ 10.000 als Ablöse bezahlte. Als Sechste verpassten sie zunächst den direkten Aufstieg in die dritte Liga und scheiterten dann auch im Playoff-Aufstiegsfinale an Southend United. In der folgenden Saison wurden sie dann nur Siebte und scheiterten bereits im Halbfinal der Aufstiegsplayoffs. McAuley wechselte daraufhin zum Zweitligisten Leicester City, mit dem er zunächst 19. wurde und dann als Drittletzter abstieg. Er wechselte daraufhin für 1,9 Millionen Euro zum Ligakonkurrenten Ipswich Town, mit dem er die Plätze 9, 15 und 13 erreichte. In seiner zweiten Saison dort erhielt er am 15. September 2009 in der 90. Minute des Spiels gegen Nottingham Forest seine erste Rote Karte. Im League Cup 2010/11 konnte er mit Ipswich sogar das Halbfinale erreichen, wo sie aber nach einem 1:0 im Heimspiel mit 0:3 im Rückspiel gegen Arsenal verloren. Nach der Saison konnte er dann ablösefrei zum Erstligisten West Bromwich Albion wechseln, wo er zum wichtigen Mann in der Abwehr wurde. In fünf Spielzeiten wurde er dort 10., 8., 17., 13. sowie 14. und entging dabei einmal knapp dem Abstieg. Im FA-Cup schieden „The Baggies“ 2012 in der vierten, 2013 und 2014 in der dritten, 2015 im Viertelfinale und 2016 gegen den Zweitligisten FC Reading im Achtelfinale aus. Am Ende der Saison 2014/15, in der er nur auf 24 Ligaeinsätze kam, erhielt er als 35-Jähriger eine Vertragsverlängerung bis zum Sommer 2016. Nachdem er auch in dieser Saison Stammspieler geblieben war und 34 der 38 Ligaspiele bestritten hatte, wurde er danach für ein weiteres Jahr an den Verein gebunden. Nach 203 Ligaeinsätzen verließ McAuley West Bromwich Albion im Sommer 2018 mit Auslaufen seines Vertrags, der Klub war am Saisonende aus der Premier League abgestiegen.
Einen neuen Klub fand der Verteidiger Anfang September 2018 mit dem schottischen Erstligisten Glasgow Rangers. Mit den Rangers hatte er noch seine einzigen Einsätze auf europäischer Vereinsebene. In der Gruppenphase der UEFA Europa League 2018/19 wurde er zweimal eingesetzt, beim Spiel gegen Spartak Moskau allerdings erst in der 4. Minute der Nachspielzeit. 2019 beendete er seine Karriere als Spieler.

### In der Nationalmannschaft
Sein Debüt für die nordirische Nationalmannschaft gab er mit 25 Jahren am 4. Juni 2005 bei der 1:4-Niederlage im Freundschaftsspiel gegen Deutschland, als er beim Stand von 1:3 in der 70. Minute für Keith Gillespie eingewechselt wurde. Für die nächsten drei Spiele, u. a. in der Qualifikation für die WM-2006 wurde er nicht berücksichtigt und dann saß er zweimal auf der Bank. Am 15. November wurde er dann beim 1:1 im Freundschaftsspiel gegen Portugal zur zweiten Halbzeit eingewechselt. In nächsten Spiel im März 2006 spielte er dann gegen Estland erstmals über 90 Minuten. Er kam dann zwar auch in den beiden folgenden Freundschaftsspielen zum Einsatz, bei den nächsten elf Spielen saß er aber lediglich dreimal auf der Bank. Erst im Oktober 2007 wurde er in den drei letzten Spielen der Qualifikation für die EM-2008 wieder eingesetzt und kam so zu seinen ersten Pflichtspielen. In den drei Spielen verspielten die Nordiren durch ein 1:1 in Schweden und eine 0:1-Niederlage gegen den späteren Europameister Spanien aber die Qualifikation für die EM-Endrunde. Er war ab dann aber Stammspieler, der nur selten fehlte bzw. nur gelegentlich aus- oder eingewechselt wurde, ansonsten zumeist über 90 Minuten spielte.
Sein erstes Länderspieltor erzielte er am 11. Februar 2009 beim 3:0 gegen San Marino im Rahmen der Qualifikation für die WM 2010 in der siebten Minute zur 1:0-Führung.  Er kam in acht von zehn Qualifikationsspielen zum Einsatz und wieder verspielten die Nordiren in den letzten drei Spielen die Qualifikation für die Endrunde. In der folgenden Qualifikation für die EM 2012 kam er sogar in allen Spielen der Nordiren zum Einsatz und durfte auch dreimal für den fehlenden Stammkapitän Aaron Hughes in einem Qualifikations- und zwei Nations-Cup-Spielen die Kapitänsbinde tragen. Mit dem Ausgang der Qualifikation hatten die Nordiren aber wenig zu tun, da sie nur zwei Spiele gewinnen konnten. Im letzten Spiel unterlief ihm dann auch noch gegen Italien ein Eigentor zum 0:3-Endstand. In der Qualifikation für die WM 2014 gelangen ihm zwar beim 3:2 gegen Luxemburg zwei Tore, er sah aber auch drei Gelbe Karten und musste einmal aussetzten. Am 5. März 2014 erhielt er im Freundschaftsspiel gegen Zypern seine bislang einzige Rote Karte in einem Länderspiel.
Die Qualifikation für die EM 2016 lief dann überraschend gut für die Nordiren. Sie verloren nur das vierte Gruppenspiel gegen Rumänien und konnten auch im Heimspiel nur ein torloses Remis gegen die Rumänen erreichen, hatten aber am Ende einen Punkt mehr als die defensivstarken Rumänen. Als Gruppensieger qualifizierten sie sich damit zum ersten Mal nach der WM 1986 wieder für ein großes Turnier und zum ersten Mal überhaupt für eine EM-Endrunde. McAuley kam dabei in allen Spielen zum Einsatz. Am 18. Mai 2016 wurde er von Teammanager Michael O’Neill in den Kader für die Endrunde in Frankreich berufen und gehörte von Anfang an zur Stammelf. Im zweiten Spiel gegen die Ukraine erzielte er die 1:0-Führung per Kopf und damit das erste EM-Tor Nordirlands überhaupt. Das Spiel endete 2:0 und verhalf dem Team zur Achtelfinalqualifikation. Dort wurde er dann zum tragischen Helden, als er eine Viertelstunde vor Schluss eine Hereingabe des Walisers Gareth Bale ins eigene Netz lenkte und damit das Turnier-Aus einleitete.
In der nach der EM begonnenen Qualifikation für die WM 2018 gehörte er zur Stammelf und kam in acht der zehn Gruppenspiele zum Einsatz. Als Gruppenzweiter hinter Weltmeister Deutschland erreichten die Nordiren die Play-offs der besten Gruppenzweiten. Hier kam er in den beiden Spielen gegen die Schweiz zum Einsatz. Die Nordiren verloren ihr Heimspiel mit 0:1 und erreichten in der Schweiz nur ein torloses Remis. In der UEFA Nations League 2018/19 kam er nur im letzten Spiel am 18. November 2018 zum Einsatz, das wie die anderen drei Spiele verloren wurde. Danach wurde er zwar noch für drei Spiele der Qualifikation für die Fußball-Europameisterschaft 2020 berufen, aber nicht eingesetzt. Am 30. September 2019 erklärte er nach 80 Länderspielen sein Karriereende. Er liegt mit seinen 80 Länderspielen auf dem 11. Platz der nordirischen Nationalspieler (Stand: Januar 2022).

## Erfolge
- Nordirischer Pokalsieger 2003

## Auszeichnungen
- 2006: Aufnahme ins PFA Team of the Year der League Two
- 2011: Northern Ireland International Personality of the Year
- 2013: West Brom’s Players’ Player and Supporters’ Player of the Year